# Mansión de Luxe
Mansión de Luxe es una miniserie venezolana, producida y realizada por Coral Pictures, y transmitida por RCTV en 1986.
La historia fue escrita por Ibsen Martínez bajo el seudónimo de Mariana Luján, y protagonizada por Maricarmen Regueiro, Carlos Mata y el primer actor Carlos Márquez.

## Argumento
Nina Cerdese (Maricarmen Regueiro) es el único sobreviviente de una masacre familiar. Su deseo de venganza se la lleva tan lejos como entrar en la mansión enemy's y hacerse pasar por un chofer que también es un "hombre", y quién obtendrá cerca de Rafo Sardañas, hijo del poderoso Rafael Sardañas, pero rebelde, noble e ignorantes del crimen de su padre, aunque culpable a los ojos de Nina. En un ambiente social, profundamente marcada por la abundancia, riquezas y poder, junto con la corrupción y la violencia, estos personajes se encuentran atrapados en los lazos de un amor amenazadas por la duda y la falta de poder.

## Elenco
- Maricarmen Regueiro - Nina Cerdese
- Carlos Mata - Rafa Sardañas
- Carlos Márquez - Don Rafael Sardañas
- Rosita Vásquez - Doña Beatriz De Sardañas
- Chony Fuentes - Doña Consuelo De Cerdese
- Umberto Buonocuore - Don Manuel Cerdese
- Nury Flores - Emma Teresa
- Arturo Calderón - Invitado Especial
- Leonardo Oliva - Inspector Suárez
- Elisa Parejo - Doña Teodora De Reyes
- Gigi Zanchetta - Delia de Sardañas
- Rosario Prieto - Margarita Luchester
- Jenny Noguera - Carmen Luchester De Ortiz
- Evelyn Berroterán - Sirvienta Irma
- Fernando Carrillo - Álvaro Angudo
- Hugo Márquez - Abel
- Antonio Machuca - Bienvenido
- Dalila Colombo - Diana Valdivieso
- Emiliano Molina - Carlos Cerdese
- Virginia Pinto - Amanda Reyes
- Ana Karina Manco - Irene
- Vladimir Torres - Toto Velez
- Alejandro Mutis - Julio Alejandro
- Jacinto Cabrera - Señor Montoya
- Oswaldo Paiva - Edward Duarte
- Arístides Aguiar - Alberto Ortiz
- Fernando Gil
- Felipe Mundarain
- Jenny Marcano
- Rubén Coll - Matón
- J.J Rendón
- Irina Rodríguez-Tamara
- Salvador Bencid
- Jeanette Camero
- Alexandra Alvarado
- Enkar Mijares
- José Gil
- Ercilia Velásquez

## Retransmisión en Venezuela
- Retransmitida por Radio Caracas Televisión a partir del 10 de agosto de 1990 de lunes a sábado a las 10:00 p.m., ocupando el lugar de El magnate protagonizada por Andrés García y Ruddy Rodríguez. La cortina musical es "Tengo todo excepto a ti" (interpretada por Luis Miguel). Es sustituida por la telenovela Gardenia protagonizada por Caridad Canelón y Orlando Urdaneta en el horario de las 9:00 p. m.

- Datos: Q24934376